# Kantjilverhalen (Indonesië)

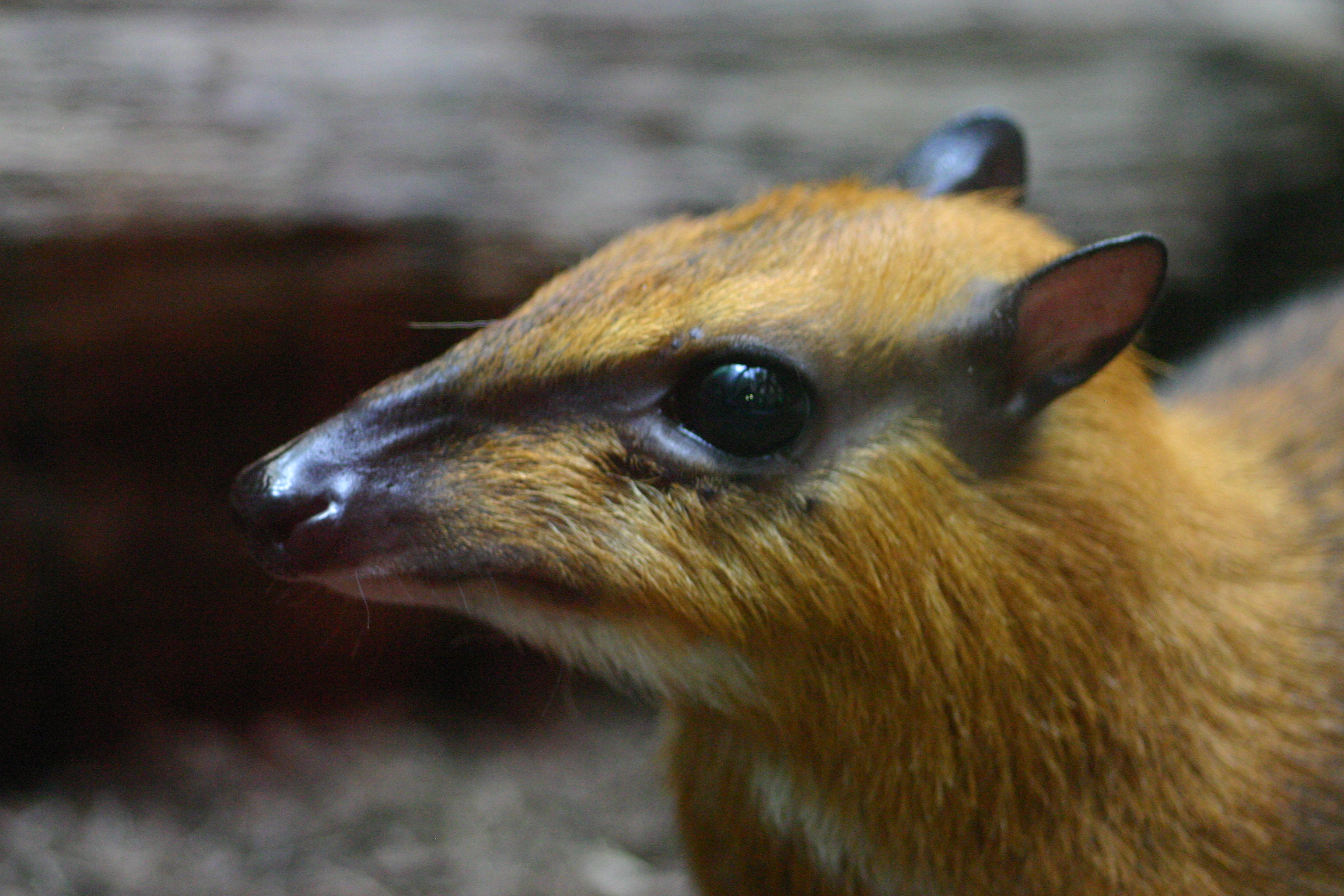
Kantjil

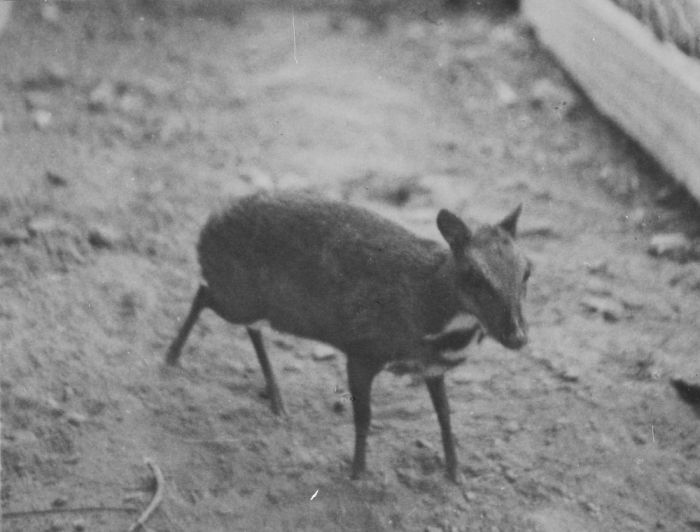
Collectie Wereldmuseum Amsterdam; een kantjil in een kippenhok.

De Kantjilverhalen  vormen een categorie dierfabels in Indonesië. Deze categorie stamt echter uit (maar is niet beperkt tot) het Maleis, de lingua franca waarvan het Indonesisch een gestandaardiseerde vorm is. Zij komen dan ook voor in Maleisië. 
In beide landen is de moderne spelling van het woord thans kancil. Dit is een Javaans woord; het Maleise equivalent is pelanduk, en ook dit woord komt in de verhalen en verhaaltitels veel voor.

## Plot
Het typische verhaalmotief van de Kantjilverhalen is dat van het dwerghert Kantjil, dat niet sterk is, en dus slim moet zijn. Hij redt zich aldus uit tal van benarde situaties, waarbij hij zijn medepersonages om de tuin leidt, maar ook zwakkeren probeert te helpen. Deze bijfiguren kunnen een scala aan andere dieren omvatten, van de slak en de kwartel tot de krokodil en de olifant. 
De slimheid is soms stoutigheid, soms ook sluwheid: dikwijls speelt Kantjil wel de vermoorde onschuld, maar is hij zelf aanstichter van de ontstane conflicten. De verhalen hebben niet altijd een duidelijke moraal; ze bieden avontuur en amusement, en de ondeugende, maar niet echt slechte Kantjil trekt vrijwel steeds aan het langste eind.

## Vroege vormen
Een van de vroege vormen is de Hikayat Pelanduk Jinaka. Deze versie, maar ook andere, zijn in het Nederlands vertaald.

## Moderne vormen
De Kantjilverhalen vormen een productieve categorie: er komen er nog steeds bij. In Indonesië kennen alle kinderen een of meer verhalen omdat ze op de basisschool gebruikt worden. Vooral "Kantjil steelt komkommers", waarin ook een boze boer voorkomt, is bij iedereen bekend. Veel ouders vertellen dat verhaal ook aan hun kinderen, omdat er makkelijk een moraal aan vast te plakken is. Van de populariteit getuigt ook het feit dat er films op deze verhaallijn worden gebaseerd. In Nederland hebben een aantal musea Kantjilpoppen in hun collectie, de meeste van de hand van de nog steeds productieve dalang Ki Ledjar Soebroto uit Jogjakarta. Het Wereldmuseum Amsterdam heeft ook Wayang Animasi met een aantal door Ledjar gemaakte poppen die zijn kleinzoon, Ananto Wicaksono, heeft gebruikt in zijn tot video bewerkte verhalen; hierbij weet Kantjil de slechte reus Raksasa klein te krijgen met hulp van de andere dieren en van moderne technische snufjes. Kantjil redt zo de Natuur, die anders door de slechte plannen van de Raksasa te gronde zou zijn gegaan.
In de begintijd van de Nederlandse televisie beeldde de Indische verhalenverteller Indra Kamadjojo met sierlijke handbewegingen de avonturen van het slimme hertje Kantjil uit. Hierbij speelde de schaduw van de handen een belangrijke rol.